# NES Zapper
La NES Zapper (光線銃シリーズ?, Kōsen jū shirīzu) è una pistola ottica progettata per la console Nintendo Entertainment System nel 1985. La pistola permette di mirare allo schermo del televisore che si sta utilizzando per giocare e di sparare per abbattere personaggi visualizzati su di esso.

## Storia
Il progetto giapponese originario per Famicom consisteva in una imitazione realistica di un revolver; in Nord America l'estetica della pistola fu modificata fino a farla assomigliare ad una futuristica pistola a raggi, con un design simile a quello del NES. Le prime Zapper erano grigie, ma a partire dal 1988 il colore fu cambiato in arancione, in quanto in tale periodo negli Stati Uniti era entrata in vigore una legge che prescriveva che le armi giocattolo non potevano più assomigliare a quelle vere.

## Descrizione tecnica
La pistola non ha un vero calcio; il manico è in plastica dura. La Zapper ha un grilletto che richiede una certa forza per essere premuto; frequentemente questa caratteristica ha causato affaticamenti e dolore ai muscoli delle mani e degli avambracci dei giocatori (le light gun più moderne hanno un grilletto meno resistente).
La tecnologia alla base della Zapper è progettata per l'uso con gli schermi a tubo catodico, unica tipologia di display impiegata nei televisori degli anni '80, pertanto la pistola non è in grado di funzionare sui più moderni televisori al plasma ed a cristalli liquidi.
Quando il grilletto viene premuto, il gioco sostituisce la schermata con uno sfondo nero per un fotogramma, per poi mostrare una serie di schermate, ciascuna della durata di un fotogramma, anch'esse nere ma con le aree corrispondenti agli sprite da colpire illuminate in bianco, evidenziando, nel caso di bersagli multipli, un bersaglio diverso in ogni schermata. Il fotodiodo della Zapper rileva questi cambiamenti (troppo veloci per essere percepiti, invece, dall'occhio umano) in intensità luminosa e invia un segnale al NES; dalle caratteristiche elettriche di tale segnale la console riesce a distinguere se l'area verso cui si è sparato è diventata nera e poi si è illuminata (segnalato da un calo seguito da un incremento nell'intensità del segnale), quindi il colpo è andato a segno, o è rimasta nera (segnalato da un calo senza successivo incremento), quindi il colpo è andato a vuoto.

## Giochi compatibili
- The Adventures of Bayou Billy
- Baby Boomer
- Barker Bill's Trick Shooting
- Chiller
- Duck Hunt
- Freedom Force
- Gotcha! The Sport!
- Gumshoe
- Hogan's Alley
- Laser Invasion
- The Lone Ranger
- Mechanized Attack
- Operation Wolf
- Shooting Range
- To the Earth
- Track & Field II
- Wild Gunman